# Vincent Benedetti
Vincent Benedetti, född 29 april 1817 i Bastia på Korsika, död 28 mars 1900 i Paris, var en fransk greve och diplomat.

## Biografi
Efter juridiska studier inträdde Benedetti på den diplomatiska banan och vistades flera år i Levanten. 1855 blev han avdelningschef i utrikesdepartementet, 1856 sekreterare vid Pariskongressen, 1861 minister i Italien men inlät sig väl djupt i Italiens politik och avgick 1862. 1864-1870 var Benedetti fransk ambassadör i Berlin. Inte utan diplomatisk begåvning fick han ett mycket svårt uppdrag, att mot den drivne Bismarck driva franska intressen på order av den obeslutsamme kejsar Napoleon. Benedetti fick sitt namn förknippat med den franska politikens svåra nederlag, då man 1866 under kriget mellan Österrike och Preussen förgäves försökte förvärva tyskt område på västra Rhenstranden. De antydningar om en kompensation för Frankrike i Belgien, som Bismarck under den kritiska tiden gjort, försökte Benedetti efter kriget utnyttja, men Bismark svarade undvikande och lät slutligen 1870 offentliggöra de franska planerna på expansion in på belgiskt område. Benedettis försök att framställa Bismarck som planens egentlige upphovsman misslyckades. 1870 var det Benedetti som för kung Vilhelm personligen begärde uppgivandet av den hohenzollernska tronkandidaturen i Spanien. Kungens vägran blev den direkta anledningen till fransk-tyska krigets utbrott i juli 1870. 
Efter återkomsten till Frankrike tog Benedetti endast del i det politiska livet genom att ge ut ett antal skrifter om sina uppdrag, främst Ma mission en Preusse (1871). Han tillbringade den mesta tiden på sin fädernesö, Korsika.